# إستيبان نافارو
إستيبان نافارو (بالإسبانية: Esteban Navarro Soriano) (18 مارس 1965، موراتايا في إسبانيا)؛ ضابط شرطة، كاتب وروائي إسباني.

## الجوائز
- جائزة نادال